# 黑腹腹链蛇
黑腹腹链蛇（学名：Hebius nigriventer），一种分布于缅甸及中国云南省西部、南部等地区的爬行动物，隶属于水游蛇科东亚腹链蛇属。模式产地为缅甸克钦邦八莫縣。本种过去被视为缅北腹链蛇（Hebius venningi）的同物异名，2021年研究人员恢复了本种的有效性。